# Beware (EP)
Beware ist die vierte EP der amerikanischen Horrorpunk-Band The Misfits. Alle Titel außer der letzte waren schon auf früheren Veröffentlichungen enthalten.

## Entstehung
Beware war ursprünglich als Promotion für die UK-Tour 1979 gedacht, wurde allerdings erst ein Jahr später mit einem zusätzlichen Titel herausgegeben.
Die ersten vier Titel entstammen der Bullet-EP, die Titel fünf und sechs der Horror-Business-EP. Es existieren nur 3.120 Tonträger, obwohl die Anzahl manchmal mit 1.500 angegeben wird. Last Caress ist einer der bekanntesten Titel der Gruppe und wurde von einigen Künstlern, unter anderen AFI, NOFX und Metallica, gecovert.

## Titelliste
Seite A
1. We Are 138 – 1:40
2. Bullet – 1:37
3. Hollywood Babylon – 2:17
4. Attitude – 1:28

Seite B
1. Horror Business – 2:42
2. Teenagers from Mars – 2:41
3. Last Caress – 1:55